# بريسون ديشامبو
بريسون ديشامبو هو لاعب غولف أمريكي ولد في 16 سبتمبر 1993.

## وصلات خارجية
- بريسون ديشامبو على موقع رابطة لاعبي الغولف المحترفين (الإنجليزية)
- بريسون ديشامبو على موقع التصنيف العالمي الرسمي للغولف (الإنجليزية)
- بريسون ديشامبو على موقع أوليمبيديا (الإنجليزية)
- بريسون ديشامبو على موقع اللجنة الأولمبية والبارالمبية الأمريكية (الإنجليزية)